# Tajvani Államépítő Párt
A Tajvani Államépítő Párt (egyszerűsített kínai: 台湾基进, hagyományos kínai: 台灣基進, pinjin: Táiwān Jījìn, magyaros: Tajvan Kijin; rövidítése: TSP) egy tajvani párt.

## Politikai nézetei

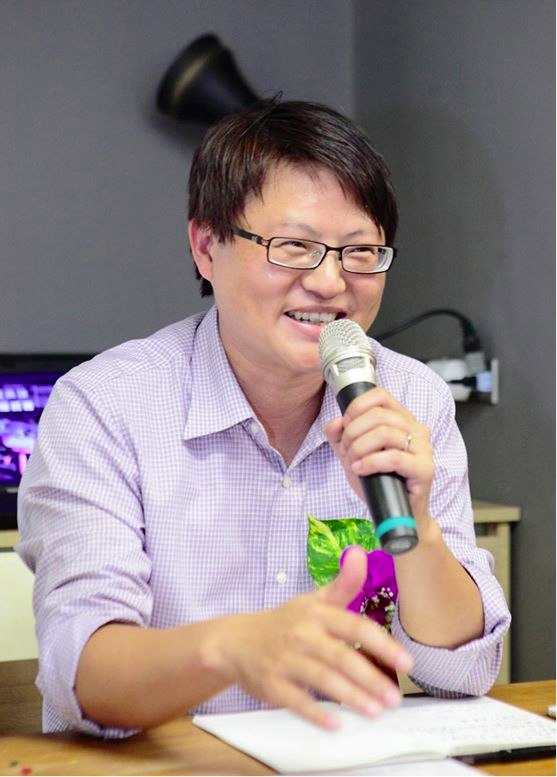
Chen Yi-chi (Tân E̍k-chê), a TSP elnöke

A párt hivatalosan Tajvan függetlenségét támogatja.

## Története
A párt 2016-ban alakult Tajvani Szélsőséges Oldalak néven. A 2020-as választásokon a törvényhozó jüanban megszerezte első mandátumát.

## Fordítás
Ez a szócikk részben vagy egészben  a   Taiwanische Staatsbildungspartei című német Wikipédia-szócikk fordításán alapul.  Az eredeti cikk szerkesztőit annak laptörténete sorolja fel. Ez a jelzés csupán a megfogalmazás eredetét és a szerzői jogokat jelzi, nem szolgál a cikkben szereplő információk forrásmegjelöléseként.